# دون تيت
دون تيت (بالإنجليزية: Don Tate)‏ هو كاتب للأطفال وفنان أمريكي، ولد في 21 ديسمبر 1963.